# Сухушино
Суху́шино (рос. Сухушино) — присілок у складі Парабельського району Томської області, Росія. Входить до складу Парабельського сільського поселення.

## Населення
Населення — 157 осіб (2010; 126 у 2002).
Національний склад (станом на 2002 рік):
- росіяни — 88 %